# نیا لنگنس
نیا لنگنس (به سوئدی: Nya Långenäs) یک منطقهٔ مسکونی در سوئد است که در بخش هریدا واقع شده‌است. نیا لنگنس ۰٫۲۳ کیلومتر مربع مساحت و ۲۶۸ نفر جمعیت دارد.